# پارک ملی اولو تمبورونگ
پارک ملی اولو تمبورونگ اولین پارک ملی است که در برونئی تأسیس شده‌است و از سال ۱۹۹۱ محافظت می‌شود.
این پارک در منطقه تمبورونگ در شرق برونئی قرار دارد و حدود ۴۰٪ از منطقه جنوب را در وسعتی حدود ۵۵۰ کیلومتر مربع (۲۱۰ مایل مربع) پوشش می‌دهد. این در منطقه حفاظت شده جنگل باتو آپوی است این پارک محل جنگل‌های دست نخورده و بکری است که به عنوان جواهر سبز برونئی شناخته می‌شود. رودخانه‌های اصلی این منطقه رودخانه‌های تمبورونگ و ملخ هستند. این یک مرکز مهم اکوتوریسم در برونئی است و میزبان استراحتگاه اولو اولو است ذخیره‌گاه جنگلی پرادایان نیز در این منطقه قرار دارد.

## جغرافیا

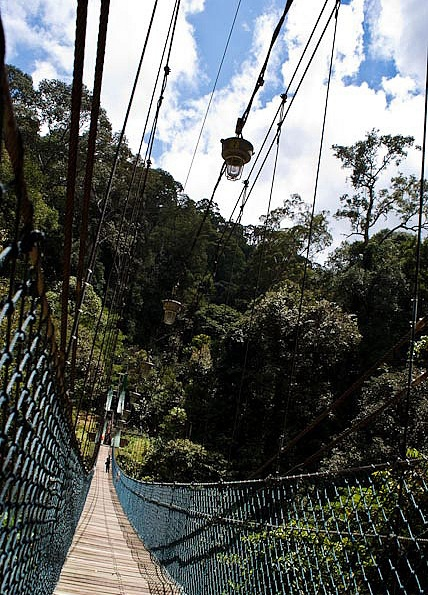
یک پل معلق در پارک اولو تمبورونگ

پارک ملی اولو تمبورونگ در شرق به برونئی دارالسلام، در منطقه تمبورونگ و به سه ناحیه دیگر و ایالت ساراواک مالزی محدود می‌شود. این جنگل بارانی مساحتی معادل ۲۱۲ مایل مربع (۵۵۰ کیلومتر مربع) را پوشش می‌دهد. منطقه پارک در ناحیه بالایی بخش شرقی برونئی است. قسمت جنوبی شامل یک منطقه تپه‌ای با کوه‌هایی است که به ارتفاع ۱۸۰۰ متر (۵۹۰۰ فوت) می‌رسند و مناطق پست در دامنه‌های شمالی قرار دارند.
این جنگل‌ها دارای رودخانه‌های متنوعی است که دره‌های باریکی را تشکیل می‌دهند و شامل منطقه ساحلی می‌شود. دسترسی به این پارک فقط از طریق رودخانه امکان‌پذیر است، قایق‌های بلند از شهر بندر سری بگاوان، پایتخت برونئی، قابل دسترسی است اولین مقصد با قایق، شهر بنگر است، جایی که رودخانه لیمبانگ از ساراواک خارج می‌شود و به خلیج برونئی با دلتاهای گل آلود حرا در خور می‌ریزد. سفر از شهر بنگر به باتانگ دوری از طریق جاده است و مقصد شروع سفر با قایق‌های بلند در امتداد رودخانه تمبورونگ به داخل پارک است. شبکه گسترده‌ای از پیاده‌روها، پل‌ها و راه پله‌ها، به طول ۷ کیلومتر (۴. ۳ مایل) برای بازدید از تمام مناطق پارک ساخته شده‌است. تابلوهای تفسیر اطلاعاتی را در طول مسیر ارائه می‌دهند همچنین یک راهرو برای مشاهده سایبان وجود دارد. این گذرگاه که با برج‌های فولادی پشت کابل ساخته شده‌است، تا ارتفاع ۵۰ متری (۱۶۰ فوت) از کف جنگل مشرف به بلندترین سایبان درختان بالا می‌رود و مناظری از جنگل‌ها را فراهم می‌کند.

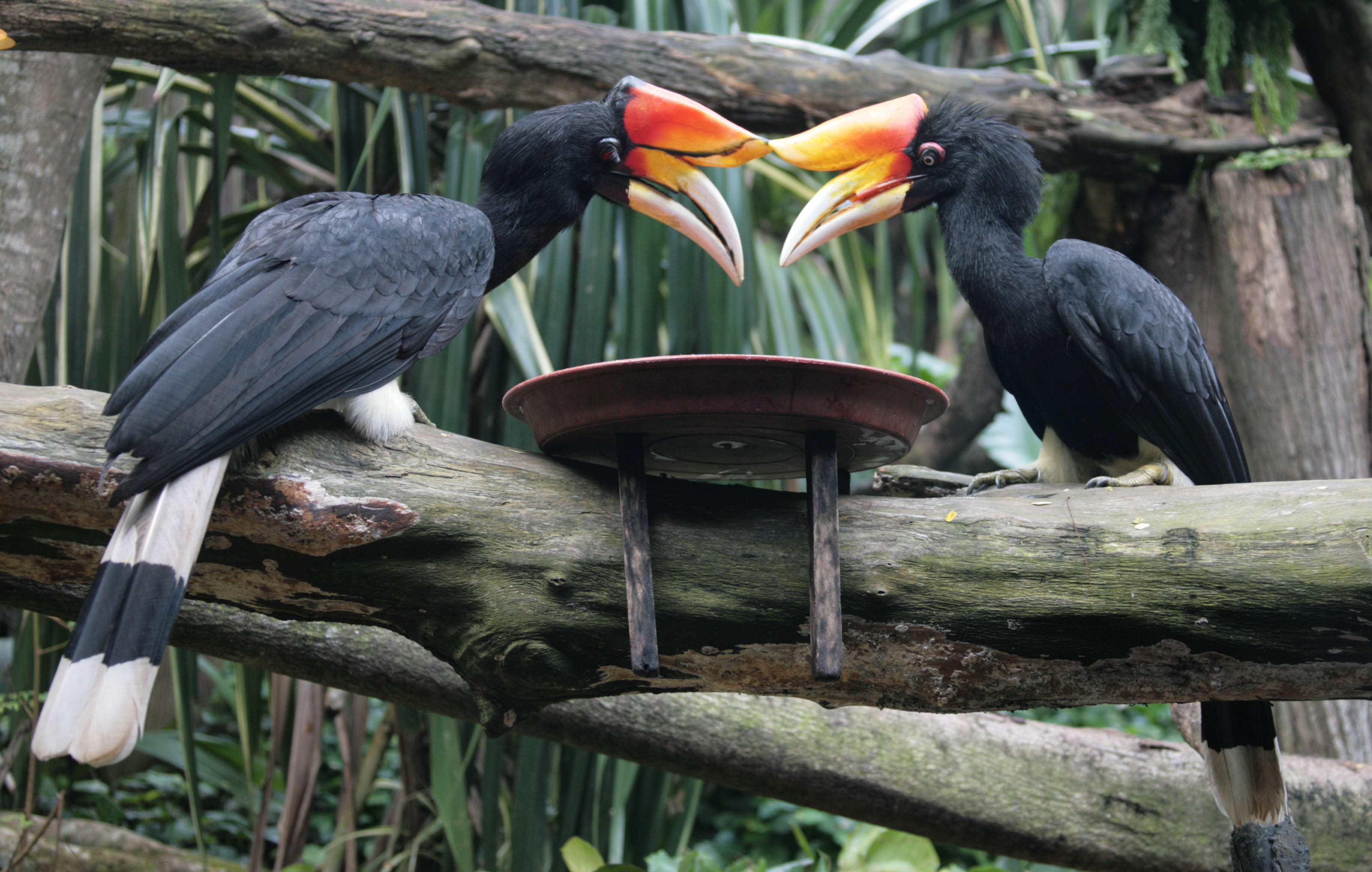
کرگدن شاخدار

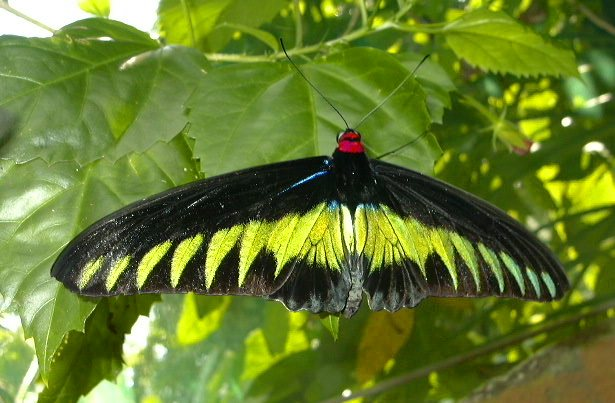
پروانه سیاه و زرد معروف به "راجه سفید"

## حفاظت
این پارک تحت کنترل اداره جنگلداری وزارت منابع اولیه و گردشگری است دفاتر ستاد مرکزی پارک ملی در نزدیکی محل تلاقی رودخانه بلاانگ با رودخانه تمبورونگ واقع شده‌است یک‌ایستگاه تحقیقاتی (مرکز مطالعات می‌دانی کوالا بلاانگ) توسط دانشگاه برونئی داروسلام در سال ۱۹۹۰ تأسیس شد این‌ایستگاه در حدود ۵۰۰ متری دهانه رودخانه بلاانگدر ساحل غربی واقع شده‌است. این مرکز تحقیقاتی به عنوان یک سایت کلیدی تحقیقاتی، آموزشی و آموزشی برای جامعه تحقیقاتی بین‌المللی و دانشگاه‌ها عمل می‌کرد از این برنامه برای برنامه‌های مختلف آگاهی زیست‌محیطی استفاده می‌شود که شامل برنامه آموزش محیط زیست مدرسه است که توسط دانشگاه برونئی دارالسلام اجرا می‌شود این پارک همچنین بخشی از قرارداد بین‌المللی حفاظت از قلب بورنئو است.